# Hitachiōmiya

Hitachiōmiya (常陸大宮市 Hitachiōmiya-shi?) este un municipiu din Japonia, prefectura Ibaraki.